# Susanna Klibansky
Susanna Klibansky (geboren als Susanna Helena van der Sluis; 23 september 1984) is een Nederlandse mediapersoonlijkheid, zangeres en zakenvrouw. Ze werd met name bekend dankzij haar deelname aan het televisieprogramma The Real Housewives of Amsterdam. In het dagelijkse leven is ze samen met Leon Klibansky, Immechien Bonnet, Louis Klibansky en kunstenaar Joseph Klibansky partner van hun familiebedrijf.

## Levensloop
Klibansky doorliep de middelbare school aan het Gemeentelijk Gymnasium Hilversum. Ze werd toegelaten bij de Lucia Marthas Dansacademie, aangezien ze eigenlijk een muzikale carrière ambieerde. Desondanks ging ze toch naar de universiteit. Ze studeerde communicatiewetenschappen en behaalde haar Bachelor of Science (BSc) aan de Universiteit van Amsterdam, waarna ze haar Master of Science in Business en Marketing Strategie behaalde aan de Vrije Universiteit (VU) Amsterdam. 
Na haar afstuderen aan de universiteit vertrok Klibansky naar New York, om aan de Lee Strasberg Theatre and Film Institute te studeren om haar muzikale performing skills te verbeteren. Na deze studie ging ze weer terug naar Amsterdam, om daar haar muzikale carrière en kunstcarrière verder op te pakken.

## Muziek
In 2002 deed Klibansky als Suze mee aan het eerste seizoen van Idols. Ze kwam bij de laatste dertig, maar viel tijdens de derde workshopronde af.
In 2008 tekende Klibansky een developmentdeal bij Sony Music. In 2009 bood Sony Music haar een platencontract aan. Onder de artiestennaam Susanna Kay bracht Klibansky twee nummers uit. Haar eerste single "Off the Hook" nam zij in 2010 op in Denemarken. Haar tweede single "Pop Goes The Bottle" kwam later in 2010 uit. Door de focus op hun familiebedrijf met o.a. haar zwager (kunstenaar Joseph Klibansky) kwam haar muzikale carrière op een laag pitje.
Op 29 juni 2024 heeft Klibansky in de Ziggo Dome als soliste in The Best of Musicals opgetreden.

## Televisie
Klibansky was in 2022 onderdeel van de allereerste Nederlandse versie van The Real Housewives. In The Real Housewives of Amsterdam wordt zij tijdens haar privéleven en haar werkzaamheden als kunsthandelaar gevolgd. In juni 2023 werd bekendgemaakt dat Klibansky ook weer in het tweede seizoen van de serie te zien zal zijn. In 2024 was Klibansky een van de deelnemers aan het televisieprogramma Stars on Stage, geproduceerd door MediaLane en uitgezonden door RTL 4 en Videoland. Ze wist hierbij de finale te behalen. In datzelfde jaar zong Klibansky tevens samen met haar dochters in het televisieprogramma DNA Singers.

## Discografie
| Single met eventuele hitnotering(en) in de Nederlandse Top 40 | Datum van verschijnen | Datum van binnenkomst | Hoogste positie | Aantal weken | Opmerkingen     |
| ------------------------------------------------------------- | --------------------- | --------------------- | --------------- | ------------ | --------------- |
| Off the hook                                                  | 07-05-2010            |                       |                 |              | als Susanna Kay |
| Pop goes the bottle                                           | 10-12-2010            |                       |                 |              | als Susanna Kay |

## Privéleven
Susanna Klibansky is sinds 23 juni 2012 getrouwd met Louis Klibansky. Samen hebben ze twee dochters, geboren in 2013 en 2015.